# مكتبة الأميرة جريس الأيرلندية
مكتبة الأميرة جريس الأيرلندية هي مكتبة تقع في موناكو سميت على اسم الأميرة جريس، زوجة الأمير رينييه ورفيقته.
ومن بين مجموعاتها من الأدب الأيرلندي، تستضيف المكتبة المجموعة الشخصية من الكتب والموسيقى الأيرلندي التي كانت تابعة لغريس.
الذي جاء أقاربه من مقاطعة مايو،أيرلندا.
وأنشأ الأمير رينييه المكتبة في تشرين الثاني/نوفمبر ١٩٨٤ تخليدا لذكرى زوجته.
مكتبة الأميرة جريس الأيرلندي.

## التأسيس والممتلكات
تأسست المكتبة من قبل زوج الأميرة غريس، الأمير رينييه الثاني، والروائي أنتوني بورجس تكريماً للتراث الأيرلندي لغريس.
احتوت المجموعة في الأصل على مكتبة الأميرة الشخصية للأدب الأيرلندي والموسيقى الإيرلندية الأمريكية.
منذ تأسيسها، حصلت على أكثر من اثني عشر ألف كتاب، بما في ذلك مؤلفات من النهضة الأدبية الأيرلندي وكذلك المجلات الكلاسيكيه.وتحتوي المكتبة أيضا على صور وصور متعددة للأميرة جريس، للفنانين محمد دريسي وجاك ييتس لويس لو بروكي، جاك موراي وكلير دارسي، على التوالي.. ولهذه المجموعة مجموعة مختارة للقراء الشباب تقدم كتبا DVD في سن الثانية وما فوقها.

## المناسبات والمنشورات
وترعى المكتبة بانتظام محاضرات عامة، وتصدر دراسات أدبية. ومن بين المتحدثين السابقين الشاعر شيموس هيني.
كما استضافت المكتبة في وقت من الأوقات قاعدة بيانات مرجعية كبيرة ومفصلة وشاملة ونهائية للكتاب الأيرلنديين، كما تستضيف المكتبة مؤتمرات منتظمة عن الأدب والقراءات الأيرلندي.
وتعقد ندوات خريف السنتين في المكتبة الأيرلندية؛ وتشمل المواضيع السابقة «الشعر الأيرلندي بعد الحركة النسائية» و «جورج مور»

## المنح
وبالاشتراك مع صندوق موناكو الأيرلندي، تم إنشاء منح سكنية ""لتمكين الكتاب الأدبيين والأكاديميين المولودين أو المقيمين في أيرلندا من السعي إلى تحقيق هدف.
المشروع الحالي خلال إقامة لمدة شهر في مكتبة الأميرة غريس الأيرلندي في موناكو "
والمنح متاحة في الربيع والخريف.

## روابط خارجية ==
- Official website